# Istoria Iranului

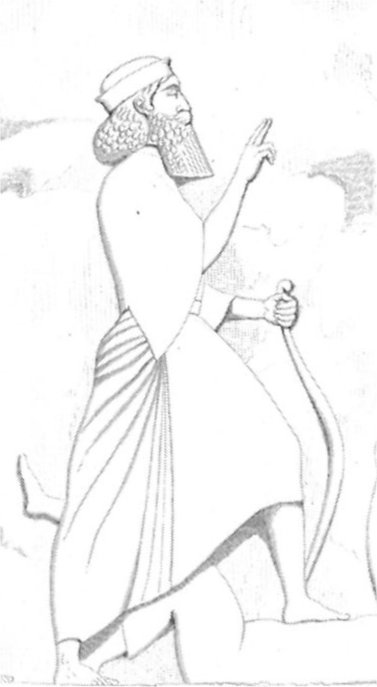
Darius I

Cercetări arheologice recente au arătat ca unele triburi trăiau încă din vremuri străvechi, cu 10 000 de ani î. Hr., pe litoralul sudic al Marii Caspice, una dintre puținele regiuni ferite de efectele glaciațiunii cuaternare. Ei au fost, probabil, primii oameni din care au putut să se îndeletnicească cu creșterea animalelor și cultivarea pământului. Nu după mult timp, aceștia împreună cu alte neamuri, s-au extins de-a lungul Munților Zagros, ajungând în Iranul central, unde au întemeiat primele centre de civilizație din țară.
Numele mai vechi al Iranului,  Persia, se trage de la numele provinciei Fars sau Pars, care deținea o poziție dominantă în vremea în care grecii, care au numit-o Persis, au încercat să cucerească ținutul. În prezent, vechea denumire nu mai este folosită decât de englezi. Acest lucru nu este de mirare, deoarece de fapt „Persia” este, în raport cu Iranul, ceea ce este „Anglia” în cadrul „Regatului Unit”. Însă există o legătură mult mai importantă între civilizația europeană și denumirea „Iran”, deoarece din punct de vedere etimologic acest cuvânt este înrudit cu „arian” și, de-a lungul istoriei, a fost aplicat, cu intermitențe, atât popoarelor de origine indo-europeană, deci ariană, care trăiau în Podișul Iranului, cât și Podișului însuși.

## Imperiul persan

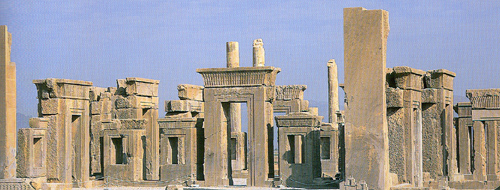
Ruinele Persepolisului

Triburile perșilor, stabilite în sud-vestul Iranului (Persia), sunt unificate, potrivit tradiției, către 700 î.Hr., de Ahaimene, întemeietorul dinastiei Ahemenizilor. Succesorul său, Teispe extinde posesiunile Persiei spre apus. Cyrus I recunoaște suzeranitatea Asiriei, iar Cambyses I (600-559 î.Hr.) pe al Mediei.).
Cyrus II cel Mare (559-529 î.Hr.), una din cele mai strălucite personalități ale antichității, transformă în numai trei decenii Persia, dintr-o putere locală în cel mai vast și puternic imperiu al Orientului. Prin înfrângerea lui Astiage (cca. 550 î.Hr.) Media devine provincie a statului persan. Cucerind apoi Lidia lui Cresus (546 î.Hr.), Persia include în hotarele sale Asia Mică până la Marea Egee, cu toate coloniile grecești ale Ioniei. În anii 545-539 î.Hr. sunt ocupate vaste regiuni din Asia Centrală - Dragniana, Arachosia, Gedrosia, Bactriana, Sogdiana, și altele. Profitând de slăbirea Regatului Noului Babilon în urma unor conflicte interne, Cyrus ocupă în 539 î.Hr. Babilonul, anexând apoi toate posesiunile Regatului Caldeu din Siria, Fenicia, Țara Israel, până la granițele Egiptul Faraonic.
Imperiul persan este condus de dinastia Ahemenidă în perioada 550–330 î.Hr.
Între 492-479 î.Hr., încercările imperiului persan de a cuceri Grecia eșuează.
La apogeul întinderii sale teritoriale pe la 500 î.Hr., îi aparțineau și porțiuni din Libia, Grecia, Bulgaria, Pakistanul de azi precum și teritorii în Caucaz, Sudan și Asia Centrală.

## Persia ca parte a altor imperii și Imperiul Sasanid
Imperiul a durat începând cu anexarea Imperiul Medic sub Cirus II în 550 î.Hr. până la cucerirea sa de către Alexandru cel Mare în 330 î.Hr.. După o scurtă stăpânire a lui Alexandru cel Mare, părți din Persia sunt anexate de Imperiul Seleucid (elenistic) între 312-140 î.Hr.. După 140 î.Hr., Persia devine parte a Imperiului part până în 224 AD. În perioada 224-651, Dinastia Sasanidă conduce imperiul persan și Zoroastrismul devine religie oficială dominantă. În anul 651, statul sasanizilor a fost cucerit de arabi.

## Cucerirea și stăpânirea musulmană
În 637, Persia este cucerită de armatele califului Umar după câteva mari bătălii. Ultimul conducător sassanid, Yazdegerd al III-lea, a fugit dintr-o provincie în alta până când este ucis la Merv în 651. În 674, musulmanii cuceresc Marele Khorasan (care cuprindea părți ale provinciei moderne iraniene Khorasan, din Afganistan și părți din Transoxiana). Cucerirea musulmană a Persiei a dus la sfârșitul dinastiei Sassanide și la sfârșitul Zoroastrismului. De-a lungul timpului, majoritatea iranienilor s-au convertit la Islam.

Evoluția imperiului mongol

În secolul al IX-lea apare limba persană modernă (sau Farsi), scrisă cu caractere arabe. Până în secolul al XIII-lea ca urmare a declinului Califatului islamic se ridică la putere dinastia Selgiuc Turcă. În 1220, Iranul condus de dinastia Khwarezmian este invadată de forțele mongole conduse de Ginghis Han. După moartea acestuia, Iranul este condus de câțiva conducători mongoli. Hulagu Han fondează în 1256 Ilhanatul, iar în 1258 cucerește Bagdadul și îl ucide pe ultimul calif abbasid. Expansiunea în vest a lui Hulagu Han este oprită de mameluci în bătălia de la Ain Jalut din Palestina în 1260.
În mijlocul secolului al XIV-lea, ciuma neagră ucide cca. 30% din populația Persiei. Iranul va rămâne divizat până la apariția lui Timur. Acesta invadează cu multă cruzime Iranul în 1381.
În 1501, șahul Ismail I devine primul conducător islamic al dinastiei safevide. Acesta proclamă islamul șiit ca religie de stat.

## Perioada modernă timpurie
În 1639, Tratatul de la Qasr-e Shirin (sau Tratatul lui Zuhab) pune capăt a 150 de ani de război cu imperiul otoman.
Între 1722–1723 are loc primul război persoano-rus, iar în perioada 1826-1828 cel de-al doilea război persoano-rus. Rusia preia controlul Caucazului de la Iran.
În 1736, Nadir Shah (dinastia Afshar) devine monarh punând capăt dinastiei safevide.

## Epoca modernă și contemporană
Între 1914-1918 Iranul condus de Ahmad Qajar își declară neutralitatea, dar este scena unor lupte grele duse în timpul primului război mondial. În 1935 se adoptă oficial denumirea Iran.

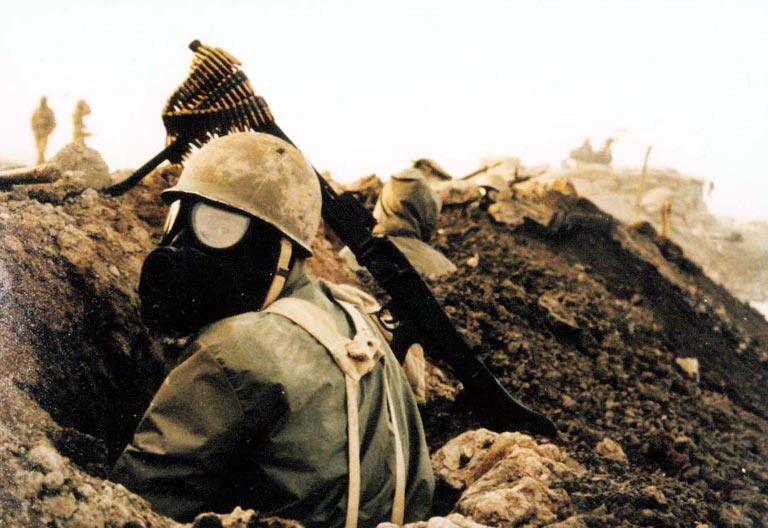
Soldat iranian în timpul războiului iraniano-irakian

Șahul Reza Pahlavi este forțat să abdice ca urmare a unei invazii anglo-sovietice a Iranului pe 16 septembrie 1941. Invazia a avut loc datorită alianței șahului cu Puterile Axei. Reza Pahlavi este înlocuit cu fiul său, Mohammad Reza Pahlavi, care va conduce până la 11 februarie 1979.
În 11 februarie 1979 are loc Revoluția Iraniană și este înființată Republica Islamică Iran. Din 1979 până la moartea sa la 3 iunie 1989, Iranul este condus de Marele Ayatollah Ruhollah Mousavi Khomeini. În perioada 1980-1988 are loc Războiul irano-irakian. Din 1989 până în prezent Marele Ayatollah este Seyyed Ali Hosseini Khamenei. Președinți ai Republicii islamice Iran au fost: Abolhassan Banisadr (1980-1981), Mohammad Ali Rajai (1981), Seyyed Ali Hosseini Khamenei (1981-1989), Ali Akbar Hashemi Rafsanjani (1989-1997), Mohammad Khatami (1997-2005). Din 2005 până în prezent președinte este Mahmud Ahmadinejad.